# Шапшинская волость
Шапшинская во́лость — волость в составе Лодейнопольского уезда Олонецкой губернии.

## Общие сведения
Волостное правление располагалось в селении Фефелова (Рускодинцы).
В состав волости входили сельские общества, включающие 99 деревень:
- Валданское общество
- Варбинское общество
- Гайговское общество
- Гонгинское общество
- Заозерское общество
- Киницкое общество
- Кяргинское общество
- Мустинское общество
- Надпорожское общество
- Подборское общество
- Ратигорское общество
- Рускодинское общество
- Скаминское общество
- Сюрьянское общество
- Чукинское общество
- Шапшинское общество
- Янгинское общество

На 1905 год численность населения волости составляла 7816 человек. В волости насчитывалось 1245 лошадей, 2347 коров и 3533 головы прочего скота.
В ходе реформы административно-территориального деления СССР в 1927 году волость была упразднена. 1 августа 1927 года часть волости вошла в образованный Винницкий район (Ленинградская область).
В настоящее время территория Шапшинской волости относится в основном к Лодейнопольскому району Ленинградской области.